# هانی مختار
هانی مختار (انگلیسی: Hany Mukhtar؛ زادهٔ ۲۱ مارس ۱۹۹۵) یک بازیکن فوتبال اهل آلمان است. که در پست هافبک در لیگ ام ال اس آمریکا برای باشگاه فوتبال نشویل بازی میکند.
از باشگاه‌هایی که در آن بازی کرده‌است می‌توان به بنفیکا، هرتابرلین و ردبول زالتسبورگ اشاره کرد.
وی مادری آلمانی و پدری سودانی دارد.